# Мгебров-Уайт
«Мгебров-Уайт» (также «Уайт» Мгеброва) — пушечно-пулемётный бронеавтомобиль Российской империи. Создан в 1915 году в ходе Первой мировой войны по проекту штабс-капитана В. А. Мгеброва на базе двухосного заднеприводного грузовика «Уайт». Как и другие бронемашины Мгеброва, отличался широким использованием так называемого рационального бронирования — установки бронелистов под значительными углами наклона, что повышало их пулестойкость.

## История создания
История броневика «Мгебров-Уайт» началась в ноябре 1914 года, когда отставной полковник инженерных войск Черемзин обратился в Военное ведомство с предложением о создании «броневой автомобильной разведывательной команды», состоящей из нескольких бронемашин. Заинтересовавшееся предложением Военное ведомство выделило инициативному полковнику четыре машины, которые вскоре были забронированы по схеме самого Черемзина. Интересно, что постройка броневиков была осуществлена на частные средства, полученные от некоего купца Меркульева. Бронирование машин напоминало французские бронеавтомобили марок «Пежо» и «Рено». В частности, бронезащита сверху полностью отсутствовала, а пулемётное вооружение устанавливалось открыто, за щитами. Правда, это до поры не считалось большим недостатком, поскольку главной задачей этих бронемашин являлась рекогнисцировка и разведка местности, а вовсе не прямое столкновение с противником.
Машины оказались весьма востребованы на фронте, однако уже через несколько месяцев требования к бронированию выросли. Когда в начале 1915 года генерал Брусилов просил передать эти бронеавтомобили в состав подчинённой ему 8-й армии, специально образованная приёмная комиссия посчитала схему бронирования неудовлетворительной (проще говоря, слабой). В итоге, весной 1915 года три из четырёх бронеавтомобилей «команды» — «Бенц», «Пирс-Арроу» и «Уайт» — были отправлены на Ижорский завод с тем, чтобы «переодеть» их в полноценное бронирование.
Проекты перебронировки разрабатывались штабс-капитаном В. А. Мгебровым. К тому времени на заводе уже приступали к сборке лёгких бронеавтомобилей «Рено», созданных по его проекту. Как и в случае с «Рено», в бронировке новополученных шасси Мгебров активно использовал так называемое рациональное бронирование — расположение бронелистов под большими углами наклона. Кроме того, все броневики получили «фирменные» мгебровские пулемётные башни. Однако, если «Бенц» и «Пирс-Арроу» изначально являлись легковыми гоночными автомобилями, то «Уайт» был 1,5-тонным заднеприводным (4 × 2) грузовиком. Это позволило Мгеброву разместить на новой бронемашине более мощное вооружение, в том числе артиллерийское — в кормовой части бронемашины устанавливалась цилиндрическая башня с 37-мм пушкой Гочкисса.
Примечательно, что работы по переоснащению бронеавтомобилей велись на средства опять-таки купца Меркульева. Перебронированные автомобили, в том числе и «Уайт», были готовы к осени 1915 года, и уже 17 сентября на основе бывшей «автомобильной разведывательной команды» был сформирован 29-й автомобильно-пулемётный взвод (АПВ).

## Описание конструкции

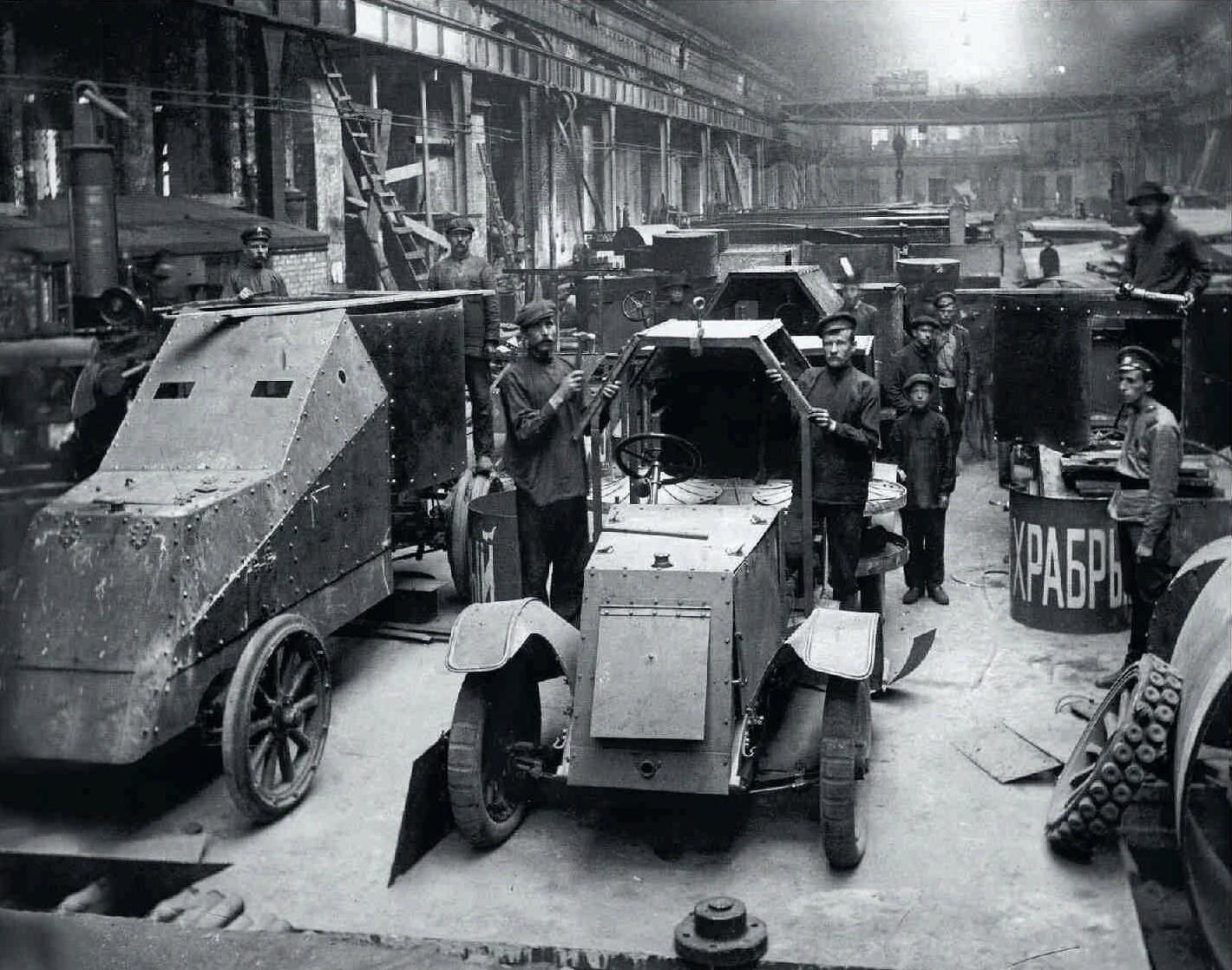
Мгебров-Уайт (слева) на Ижорском заводе. В центре «Остины»

### Корпус и башни
Корпус бронеавтомобиля склёпывался из 4-7-мм листов катаной хромоникелевой броневой стали производства Ижорского завода и имел сложную конфигурацию. Как и в остальных бронемашинах Мгеброва, многие бронелисты располалагись под рациональными углами наклона. Особенно сильно была скошена лобовая часть корпуса, что заметно повышало её пулестойкость.
В носовой части бронеавтомобиля располагался моторный отсек. В отличие от автомобиля «Рено», также бронировавшегося по схеме Мгеброва, «Уайт» имел мотор с классическим размещением радиатора (перед двигателем), что не позволило сделать носовую часть столь клиновидной. Для обеспечения доступа к двигателю крыша моторного отсека была смонтирована откидной и крепилась на шарнирных петлях к левому борту. Кроме того, имелись небольшие эксплуатационные люки в бортах.
Позади моторного отсека находилось отделение управления. Слева размещалось сиденье водителя, справа — командира. Для наблюдения за местностью водитель и командир располагали двумя смотровыми лючками в верхнем лобовом бронелисте. Лючки закрывались откидными бронекрышками, а в их нижней части приклёпывались специальные бронеуголки, препятствующие попаданию в лючки пуль и осколков, рикошетирующих от лобового бронелиста. Кроме того, в распоряжении водителя и командира имелось по одному смотровому окошку в боковых скосах отделения управления.
За отделением управления, в средней части машины, располагалось крупное пулемётное отделение цилиндрической формы. Сверху его венчала «фирменная» башня-рубка Мгеброва, имевшая сложную конфигурацию, напоминавшую в плане треугольник с сильно скруглёнными углами-спонсонами и волнистым основанием. На горизонтальной крыше рубки располагалась цилиндрическая наблюдательная башенка со смотровыми щелями, обеспечивающая круговой обзор.
Позади пулемётного отделения, в корме машины, на скруглённой броневой платформе размещалась низкая цилиндрическая башня с 37-мм орудием. Угол поворота башни ограничивался элементами конструкции бронекорпуса, однако даже в таком состоянии она имела неплохой сектор обстрела. Кроме того, следует учитывать, что в бой автомобиль как правило шёл задним ходом, что отчасти компенсировало невозможность ведения огня по ходу машины.
Для посадки в машину (и эвакуации из неё) экипаж располагал тремя дверьми. Одна имелась в правом борту отделения управления, две — в бортах цилиндрической части пулемётного отделения. Кормовая башня имела два люка — одностворчатый в крыше и двустворчатый в задней стенке.

### Вооружение
Артиллерийским вооружением броневика «Мгебров-Уайт» являлась 37-мм танковая пушка системы Гочкисса — весьма распространённое в то время орудие. 37-мм танковая пушка Гочкисса была создана на основе лёгкой морской пушки, в конструкцию которой вносился ряд изменений — в частности, пушка оснащалась переработанным клиновым затвором. Длина ствола орудия составляла 20 калибров (740 мм). В составе боеприпасов пушки имелись бронебойные снаряды-«болванки», осколочные гранаты и картечь. Количественные данные о боекомплекте отсутствуют. Орудие устанавливалось в цилиндрической башне, размещавшейся в кормовой части бронемашины. Пулемётная рубка броневика ограничивала угол горизонтального наведения орудия до 260—270°. Для наведения орудия на цель использовался оптико-механический прицел.
Вспомогательным вооружением служили два 7,62-мм пулемёта «Максим» образца 1910 года с водяным охлаждением ствола. Пулемёты размещались в обращённых вперёд спонсонах рубки за скользящими на роликах цилиндрическими щитами. Угол обстрела каждого пулемёта достигал 180°. Питание пулемётов, вероятно, обеспечивалось при помощи стандартных патронных лент по 250 патронов в каждой. Однако количественные данные о боекомплектепулемётов также отсутствуют.

### Двигатель и трансмиссия
В качестве силовой установки бронеавтомобиля использовался «штатный» двигатель грузовика — «Уайт», бензиновый, 4-цилиндровый, карбюраторный, рядный, жидкостного охлаждения, рабочим объёмом 3672 см³ и мощностью 35 л.с. Двигатель был вполне надёжен, хотя мощность его была несколько низковата для столь тяжеловооружённой машины. Тем не менее, при движении по шоссе бронеавтомобиль развивал скорость до 42 км/ч. Правда, при движении по рокаде скорость падала до 18-20 км/ч. Ёмкость топливного бака составляла 100 литров, что позволяло машине пройти по шоссе 230—250 км.
Ходовая часть автомобиля — заднеприводная, колёсная формула — 4 × 2. Подвеска — зависимая, на полуэллиптических листовых рессорах. Колёса переднего моста — односкатные, заднего — двускатные, с пулестойкими шинами и бронированными дисками. Крылья над колёсами отсутствовали.

## Служба и боевое применение
К осени 1915 года «Мгебров-Уайт» вместе с «Бенцем» и «Пирс-Арроу» были готовы к отправке на фронт. 15 сентября на их основе был сформирован 29-й автомобильный пулемётный взвод (АПВ), который вскоре был отправлен в Тифлис, где поступил в распоряжение Кавказской армии, воевавшей против турок. Летом 1916 года материальная часть взвода, в том числе и «Мгебров-Уайт», была возвращена на Ижорский завод для ремонта, после чего «Уайт» вместе с «Пирс-Арроу» снова убыл на фронт.
После Октябрьской революции броневик, видимо, достался «красным» и использовался ими в боях. В частности, имеются сведения о наличии пушечного бронеавтомобиля «Уайт» в частях РККА, оборонявшихся на Каховском плацдарме в 1920 году.
Точных сведений о дальнейшей судьбе бронеавтомобиля нет.

## Оценка машины
В целом, «Мгебров-Уайт» можно считать достаточно удачной машиной. Схема бронирования Мгеброва с широким использованием рационального наклона бронелистов была передовой для своего времени и позволила значительно облегчить конструкцию, не снижая при этом уровня защищённости машины. Бронировка отличалась продуманностью, наиболее важные части машины защищались тщательнее остальных.
Вооружение бронеавтомобиля было весьма мощным для своего класса. Наличие лёгкой, надёжной и к тому же скорострельной пушки ощутимо расширяло возможности броневика и позволяло ему выполнять различные задачи как в наступлении, так и в обороне. При этом расположение вооружения обеспечивало достаточную маневренность огня, правда, задняя полусфера практически не прикрывалась пулемётным огнём. Отчасти этот недостаток компенсировался скорострельностью орудия и широким набором боеприпасов, среди которых имелись осколочно-фугасные снаряды и картечь.
Подвижность автомобиля тоже была вполне приемлемой, в особенности в сравнении с пушечно-пулемётным бронеавтомобилем «Гарфорд-Путилов». Правда, проходимость была невысокой, но этим недостатком страдали все без исключения бронеавтомобили. Более того, в сравнении с тем же «Гарфордом» проходимость «Уайта» была очень даже неплохой — он хотя бы теоретически был способен выбраться из неглубокой воронки.
Весьма передовым для своего времени было применение наблюдательной башенки, обеспечивавшей круговой обзор.
Несомненно, при условии пусть даже мелкосерийного производства бронеавтомобили типа «Мгебров-Уайт» могли бы ощутимо расширить возможности автомобильно-пулемётных взводов (АПВ) и других броневых соединений, однако этого не случилось. Осенью 1915 года В. А. Мгебров был убит на фронте, а перспективы сколько-нибудь массовой постройки уже разработанных им бронеавтомобилей канули в Лету по причине начавшихся экономических и социально-политических катаклизмов в России.